# ダンケルク (2017年の映画)
『ダンケルク』（Dunkirk）は、2017年の戦争映画。
監督・脚本・製作はクリストファー・ノーラン。第二次世界大戦のダンケルク大撤退が描かれており、イギリス、オランダ、フランス、アメリカ合衆国の4カ国合作映画である。第90回アカデミー賞では作品賞、監督賞、美術賞、撮影賞、編集賞、音響編集賞、録音賞、作曲賞の8部門にノミネートされ、編集賞、録音賞、音響編集賞を受賞した。

## 概要
ノーランは空、陸、海の3つの視点で語られる物語を執筆した。台本に台詞はほとんど存在せずにディテールのみでサスペンスが描かれる。撮影は2016年5月よりフランスのダンケルクで行われ、撮影監督のホイテ・ヴァン・ホイテマによりIMAX65mm及び65mmラージ・フォーマットが用いられた。北米では2017年7月21日、日本では同年9月9日にIMAXほかで封切られた。

## ストーリー
第二次世界大戦初期の1940年5月26日 - 6月4日。イギリス、ベルギー、カナダ、フランスから成る連合軍将兵は、フランスのダンケルク海岸でドイツ軍に包囲され、ダイナモ作戦による撤退を余儀なくされた。
イギリス陸軍の二等兵トミーはドイツ軍の銃撃で分隊が全滅し、ひとり撤退作戦中のダンケルクの砂浜に辿り着く。桟橋にはイギリスの救助船が僅かに到着し、乗船を待つイギリス兵が列をなしている。友軍まで乗せる余裕はなく、乗船拒否されるフランス軍。
英国兵士の遺体を砂浜に埋葬していたギブソンと名乗る無口な兵士と出会い、行動を共にするトミー。負傷兵は乗船を優先されるので、トミーとギブソンは負傷兵を乗せた担架を担いで救助船に乗り込むが、出港して間もなく同船は撃沈された。ギブソンの機転でなんとか脱出するトミー。
イギリス側の港町ではダンケルクの兵士を救う為に、海軍が民間船の徴用を始めていた(ダイナモ作戦)。海軍軍人が到着する前に若い息子のピーターと共に自主的にヨットで出港する退役軍人のドーソン。空軍にいた息子が戦死しているドーソンは、自分たちの世代が戦争を決めたことで若者が戦死する状況に心を痛めているのだ。ピーターの友人のジョージも「役に立つから」と同行した。途中の海上で潜水艦の残骸に乗っていた英国兵士を救助するドーソン艇。船がダンケルクに向かうと聞いた兵士は、「戻らない！ 英国に向かえ！」と銃を抜き、争いの中でジョージが瀕死の重傷を負った。いたたまれずにうずくまる兵士。
イギリス空軍のパイロットであるファリアとコリンズらの３機小隊は、スーパーマリン スピットファイア戦闘機を駆り、ダンケルクでの撤退行動を阻害するドイツ空軍への攻撃に赴く。敵機一機を撃墜したが隊長機を落とされ、自身も海上に不時着するコリンズ。風防が開かず溺れかけたコリンズはドーソン艇に救助された。
ダンケルクの海岸に戻り、他部隊に混ざって座礁した商船に乗り込むトミーやギブソン。潮が満ちれば浮きそうだが、船はドイツ兵の射撃訓練で穴だらけになり海水が吹き込んで来た。実はフランス兵だが死体から英国の軍服を盗んだ事がバレて重量減らしに追い出されかけるギブソン。だが、浸水が進み結局は全員が商船を捨てることになった。
ダンケルクの海岸にイギリスから大挙して駆けつける民間の小型船舶。彼らは海岸で列をなす将兵を次々と救助した。ドイツ機の攻撃で沈んだ戦艦から重油まみれの兵士たちを救助するドーソン艇。空中戦で墜落した戦闘機によって海上の重油が燃え上がったが、ドーソン艇は間一髪で逃げ延び多数の将兵を英国に送り届けた。
燃料が尽きるまでダンケルク上空で英国軍を守ったファリア機はフランス側に不時着し、満足して捕虜となった。英国に戻ったトミーらは国民から罵られる事を覚悟していたが、30万人という大量の救助は勝利だというチャーチルの演説によって帰還兵たちは熱狂的に迎えられた。歓喜に舞う仲間達を尻目にトミーは複雑な面持ちで新聞を閉じるのだった。

### 備考
ストーリーは、トミーらが敵から逃げ救援を待つ「陸」の1週間、ドーソンらが民間船として救援に向かう「海」の1日、そして海岸で救助を待っている帰国を決めたイギリス軍の兵に襲い来るドイツ軍の戦闘機を迎撃するファリアら「空」の1時間の三幕をそれぞれ時間を並行させながら進行していく。「陸」の1週間の最後の1日からは「海」と、そしてその2つの最後の1時間は「空」とクロスしていく。

## キャスト
※括弧内は日本語吹替
- トミー - フィン・ホワイトヘッド[9][10]（小野賢章）

英国陸軍二等兵。
- ピーター[12] - トム・グリン＝カーニー[9]（布施川一寛）

ミスター・ドーソンの息子。
- コリンズ - ジャック・ロウデン[9][10]（近藤隆）

英国空軍。スピットファイアのパイロット。
- アレックス - ハリー・スタイルズ[9][10]（増田俊樹）

英国陸軍「高地連隊」の二等兵。
- ギブソン - アナイリン・バーナード[9][10]

トミーと行動を共にする無口な兵士。
- ウィナント陸軍大佐 - ジェームズ・ダーシー[9][10]（山岸治雄）

ボルトンと共に作戦を見守る陸軍将校。
- ジョージ - バリー・コーガン[9][10]（新祐樹）

ミスター・ドーソンに同行する青年。
- ボルトン海軍中佐 - ケネス・ブラナー[9][10]（谷昌樹）

防波堤で撤退作戦の指揮を執る海軍将校。
- 謎の英国兵 - キリアン・マーフィー[9][10]（内田夕夜）

ミスター・ドーソンに救出された英国兵。
- ミスター・ドーソン - マーク・ライランス[9][10]（原康義）

プレジャーボート船主。ピーターの父親。
- ファリア - トム・ハーディ[9][10]（宮内敦士）

英国空軍。スピットファイアのパイロット。
- 隊長の声 - マイケル・ケイン[注 3]（クレジットなし）（さかき孝輔）

英国空軍。スピットファイアのパイロット。ファリアとコリンズの隊の指揮官。

## 製作

### 企画
監督のクリストファー・ノーランは112ページの脚本を執筆した。彼は空（飛行機）、陸（浜辺）、海（海軍の撤退）の3つの視点から語られるトリプティックとして映画を製作することに決めた。撮影監督には2014年のノーランの映画『インターステラー』から引き続いてホイテ・ヴァン・ホイテマが起用された。ノーランは2000万ドルと興行収入の20%を受け取る契約をワーナー・ブラザースと交わした。これはピーター・ジャクソンが『キング・コング』で交わした際と同額の契約である。
ノーランは、本作に影響を与えた11本の映画を発表している。
- グリード（1924年） - エリッヒ・フォン・シュトロハイム監督
- サンライズ（1927年） - F・W・ムルナウ監督
- 西部戦線異状なし（1930年） - ルイス・マイルストン監督
- 海外特派員（1940年） - アルフレッド・ヒッチコック監督
- 恐怖の報酬（1953年） - アンリ＝ジョルジュ・クルーゾー監督
- アルジェの戦い（1966年） - ジッロ・ポンテコルヴォ監督
- ライアンの娘（1970年） - デヴィッド・リーン監督
- エイリアン（1979年） - リドリー・スコット監督
- 炎のランナー（1981年） - ヒュー・ハドソン監督
- スピード（1994年） - ヤン・デ・ボン監督
- アンストッパブル（2010年） - トニー・スコット監督

### キャスティング
2015年末、トム・ハーディ、ケネス・ブラナー、マーク・ライランスに、アンサンブルの助演キャラクターとしての出演交渉が行われた。2016年3月、フィン・ホワイトヘッドが主役の1人としてキャスティングされ、その直後にジャック・ロウデン、アナイリン・バーナード、ワン・ダイレクションのハリー・スタイルズ、翌月にキリアン・マーフィー、さらに5月にジェームズ・ダーシー、バリー・コーガン、トム・グリン＝カーニーが加わった。ダンケルク撤退に、若く未熟な兵士たちが係わっていたことを知ったノーランは、浜辺の場面には若手の無名俳優起用を決めていた。

### 撮影

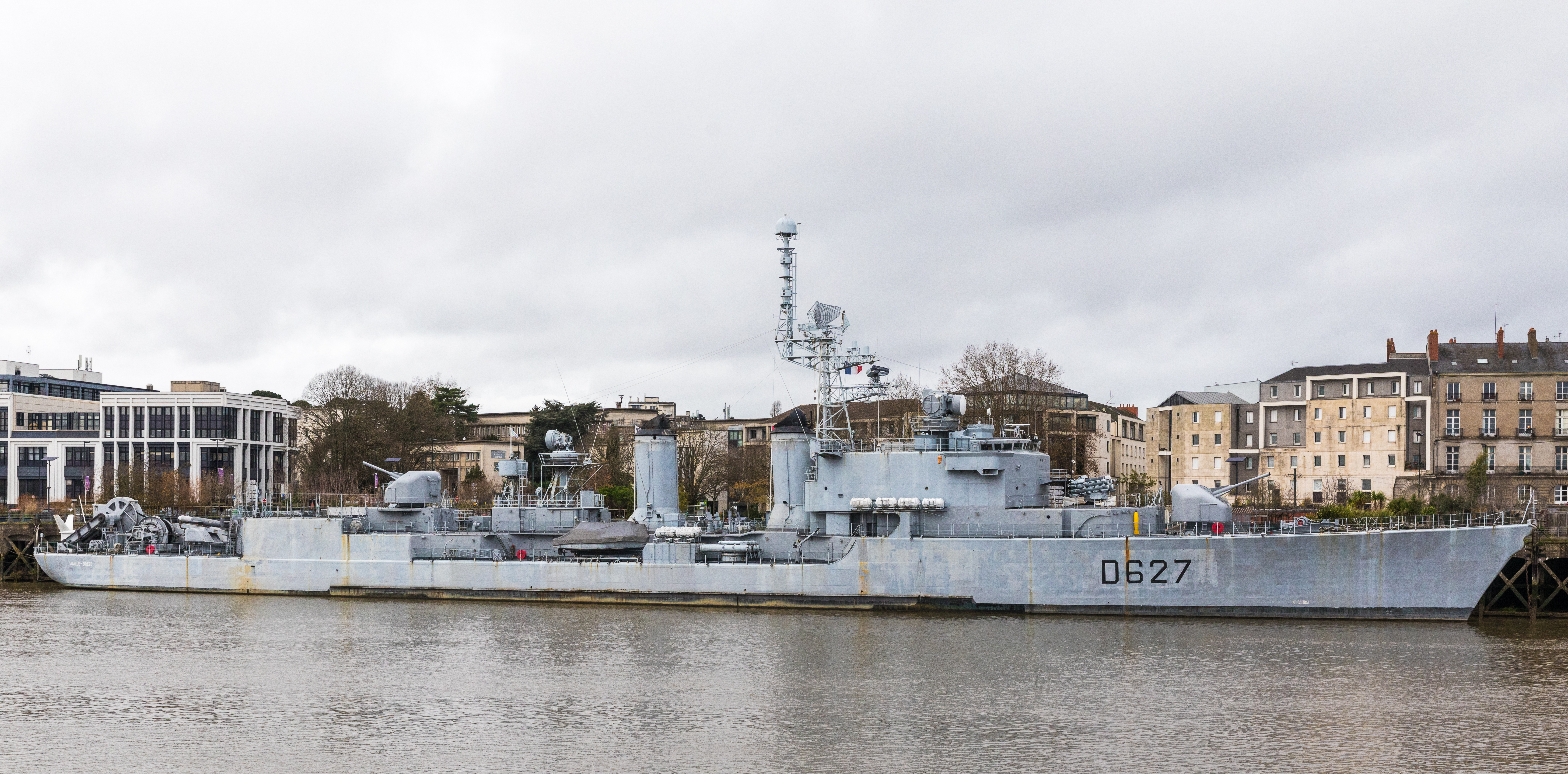
撮影にはフランス海軍駆逐艦マイレ＝ブレゼが使われた。

主要撮影は2016年5月23日にフランスのダンケルクで始まり、翌月にはオランダのユルク、イギリスのドーセットのスワネージとウェイマス、アメリカ合衆国カリフォルニア州ランチョパロスベルデスのポイント・ビンセント・インタープリティブ・センターと灯台で行われた。ダンケルクでの撮影は史実の撤退作戦と同じ場所で行われた。撮影中は6000余りのエキストラが使われた。ノーランは映画の台詞がごくわずかしかなく、ディテールのみで群衆場面のサスペンスを演出するため、サイレント映画を研究した。パイロットを演じるトム・ハーディは撮影スケジュールの多くをコックピットの中で過ごし、他のキャストやスタッフの前にほとんど姿を見せなかった。
撮影にはIMAX65mmと65mmラージフォーマットフィルム・ストックが用いられ、IMAXカメラが手持ちで使われた。ノーランはフランス海軍駆逐艦マイレ＝ブレゼを含む実際の軍艦を撮影のために修理した。2機のスーパーマリン スピットファイアMk.IAsと1機のスーパーマリン スピットファイアMk.VB, および イスパノ・ブチョンがメッサーシュミット Bf109Eに仮装されて空中戦の場面で使われた。1台のIMAXカメラは戦闘機に装着され、最大限の視覚効果を得るために水没させられた。CGIの使用を避けるために厚紙を切って作った兵士や軍用車のプロップを使って大軍隊を表現した。ハインケル He 111 と ユンカース Ju 87 の2種類の爆撃機は大型ラジコンを使って撮影し、英仏海峡に墜落させた。撮影後にCGIでリアリティが追加された。

### 音楽
2016年1月までにハンス・ジマーは作曲を始めていた。2017年4月5日にほぼ終わりかけており、5月のハンス・ジマー・ライブ・オン・ツアーの開始までには完了する見込みであることを明かした。サウンド・トラックの数曲はローン・バルフやベンジャミン・ウォルフィッシュとの共作となっている。

## Track listing
| #         | タイトル                   | 作詞      | 作曲・編曲 | Writer(s)                    | 時間 |
| --------- | -------------------------- | --------- | ---------- | ---------------------------- | ---- |
| 1.        | 「The Mole」               |           |            | Hans Zimmer                  | 5:36 |
| 2.        | 「We Need Our Army Back」  |           |            | Zimmer                       | 6:28 |
| 3.        | 「Shivering Soldier」      |           |            | Zimmer                       | 2:52 |
| 4.        | 「Supermarine」            |           |            | Zimmer                       | 8:03 |
| 5.        | 「The Tide」               |           |            | Zimmer                       | 3:49 |
| 6.        | 「Regimental Brothers」    |           |            | Zimmer Lorne Balfe           | 5:04 |
| 7.        | 「Impulse」                |           |            | Zimmer                       | 2:37 |
| 8.        | 「Home」                   |           |            | Zimmer Benjamin Wallfisch    | 6:02 |
| 9.        | 「The Oil」                |           |            | Zimmer                       | 6:11 |
| 10.       | 「Variation 15 (Dunkirk)」 |           |            | Wallfisch Sir Edward Elgar   | 5:52 |
| 11.       | 「End Titles」             |           |            | Wallfisch Elgar Balfe Zimmer | 7:13 |
| 合計時間: | 合計時間:                  | 合計時間: | 59:46      |                              |      |

## マーケティング
ティーザー予告は『スーサイド・スクワッド』の上映時に劇場で初公開され、2016年8月4日にオンラインで公開された。データ分析会社のリッスンファースト・メディアによると、その週に公開された全ての予告編の中で最もTwitterのエンゲージメントが多かった。全長版の予告編は2016年12月14日に公開され 、また5分間のプロローグが『ローグ・ワン/スター・ウォーズ・ストーリー』のIMAX上映の前に流された。メディア計測会社のコムスコアによると『ダンケルク』はその週で最も議論された予告編であり、またYouTubeの視聴者数は2000万人に及んだ。プロローグは『キングコング:髑髏島の巨神』のIMAX上映前に再び劇場で公開された。
フッテージはシネマコン2017で高評価を得た。ワーナー・ブラザースはNBAと提携により2017年のプレーオフでテレビスポットを放送した。次の予告編は公式ウェブサイトでカウントダウンした後に2017年5月5日に公開された。『ダンケルク』は再びコムスコアの調査でその週で最も議論された映画となった。

## 公開
2015年9月、ワーナー・ブラザースは『ダンケルク』を2017年7月21日に北米で封切り、またIMAX、70mm、35mmで上映予定であることを発表した。ワーナー配給のノーランの映画が7月第3週に北米で封切られるのは4度目であり、過去にその全てで興行的な成功を収めている。

## 評価
本作は2017年7月13日にロンドンのレスター・スクウェアでプレミア上映が行われた。多くの批評家から映像・演出・音楽・音響効果などが絶賛された。
- 『ローリング・ストーン』誌のピーター・トラヴァースは星4つの満点と評価し、「最初のフレームから最後まで、あなたの心を打つ記念碑的な成果を上げ、驚異の視覚効果で第二次世界大戦を描く叙事詩的作品だ（可能であればIMAXで観賞するべきである）」と語った[65]。
- 『IndieWire』誌のデヴィッド・エーリッヒは「A」と評価し、「クリストファー・ノーランの記念碑的な戦争叙事詩は、彼が今まで作った最高の映画だ」と語った[66]。
- 『USAトゥデイ』誌のブライアン・トゥルイットは「ノーランの偉業は否定できない。彼は人類の幸福を祝す戦争映画を作ったが、その一方で勝利は犠牲なしで得られないことを明確に表現している」と語った[67]。
- 『ハリウッド・リポーター』誌のトッド・マッカーシーは「印象派の傑作だ」と語った[68]。

一方で一部の批評家の中には否定的な意見を呈する者もいた。
- 『ル・モンド』紙のジャック・マンデルバウムは、そのリアリズムを賞賛したが、フランス軍によって為された部分が無視されていることを残念がった[69]。
- 『タイムズ』紙のケビン・マーハーは、星5段階評価で星2つの評価をしており、「『ダンケルク』は、大画面の大げさな騒がしい106分で、それは自分自身の光景と尺度にしか関心がなく、最も重要な要素である“ドラマ”を提供することを無視している」と述べている。 マーハーは、『史上最大の作戦』、『遠すぎた橋』、『プライベート・ライアン』などの他の戦争映画と比較して、『ダンケルク』はビデオゲーム『Call of Duty』のように感じたと述べている[70]。
- 『ガーディアン』紙のデイビッド・コックスは、歴史的な不正確さ、女性キャラクターの不足、小規模さ、過度な演出、薄く特徴付けられたキャスト、そしてサスペンスの欠如を批判している[71]。

映画批評家レビュー集積サイトRotten Tomatoesでは、2017年9月23日現在、346件のレビューがあり、批評家支持率は93％、平均点は10点満点で8.7点となっている。Metacriticには、52件のレビューがあり加重平均値は94/100となっている。
また、以下の映画監督が絶賛のコメントをしている。
- エドガー・ライト - 「パワフルで没入できる、強烈な傑作だ。大きなスクリーンで見る必要がある」[74]
- ライアン・ジョンソン - 「全編を通して時限装置のようだ」[75]
- 押井守 - 「映画を超えた巨大事業」[76]

## 歴史考証
大まかには実際の歴史に基づいているが、キャラクターやストーリーはフィクションである。
- 映画でケネス・ブラナーが演じたボルトン海軍中佐は、実在したジェームズ・キャンベル・クラウストン（James Campbell Clouston）の行動に部分的に基づく合成キャラクターである[77][78]。
- ビーチシーンが撮影された時は、史実の避難時よりも天気が悪かった。ノーランは、これにより遊覧船が直面する危険を観客が理解するのに役立つと説明している[79]。
- ある場面では、将校が軍用ベレー帽を着用せずに敬意を表すシーンがあるが、退役軍人が「不正確な礼儀作法」として指摘している[80]。
- 映画でのドイツ側戦闘機は、区別しやすくするために黄色で機首を塗っていたが、実際にはこれはダンケルク大撤退の1ヶ月後まで行われていなかった。また、撮影に使用された機体は当時ドイツ空軍が使用していたBf 109Eではなく、スペインでライセンス生産されたイスパノ HA 1112-M1L「ブチョン」である。
- ダンケルクで包囲された兵士には、フランス軍兵士や、アフリカやインド出身のイギリス軍兵士も含まれていた。映画では、かれらの役割は限られたものであるか、あるいはまったく登場しない[69]。
- 現代の町並みのショットが航空写真として使用されたが、史実では避難の時まで町はドイツ軍の砲爆撃で実質的に荒廃していた。
- また、イギリス軍の将校は当初、フランス陣営との対立によりフランス軍兵士を避難させることを拒否したが、後にチャーチルはイギリス人と共にフランス人を避難させることを主張した。
- 通常パイロットは自身の安全と貴重な機体の喪失を避けるために燃料残量に最大限に神経を使うが、スピットファイアのファリアとコリンズらは無神経に燃料を使い果たし不時着することは常識に反している。